# Sundamomum borealiborneense
Sundamomum borealiborneense là một loài thực vật có hoa trong họ Gừng. Loài này được Henry Nicholas Ridley mô tả khoa học đầu tiên năm 1906 dưới danh pháp Amomum sylvestre. Năm 1998, Ian Mark Turner đổi danh pháp thành  Amomum borealiborneense. Năm 2018, Axel Dalberg Poulsen và Mark Fleming Newman chuyển nó sang chi mới được mô tả là Sundamomum.

## Phân bố
Plants of the World Online cho rằng loài này có ở Borneo (Sarawak).